# アビヘパドナウイルス属
アビヘパドナウイルス属(Genus Avihepadnavirus)とはヘパドナウイルス科の第2に属であり、第1の属はオルソヘパドナウイルス属である。アビヘパドナウイルス属のウイルスは特に鳥類に感染する。アビヘパドナウイルス属のウイルスとしてアヒルB型肝炎ウイルス(DHBV)が含まれる。それ以外ではサギB型肝炎ウイルス(HHBV)、snow goose hepatitis B virus (SGHBV)、ロスガチョウB型肝炎ウイルス(RGHBV)、コウノトリB型肝炎ウイルス(SHBV)が含まれる。